# جانا كاربنتر
جانا كاربنتر (بالإنجليزية: Jana Carpenter)‏ هي عازفة قيثارة ومغنية وممثلة أمريكية، ولدت في 26 يناير 1971 في غلن إلين في الولايات المتحدة.

## وصلات خارجية
- جانا كاربنتر على موقع IMDb (الإنجليزية)
- جانا كاربنتر على موقع ألو سيني (الفرنسية)
- جانا كاربنتر على موقع قاعدة بيانات الفيلم (الإنجليزية)
- جانا كاربنتر على موقع كينوبويسك (الروسية)